# 通布里奇鎮區 (伊利諾伊州德威特縣)
通布里奇鎮區（英語：Tunbridge Township）是位於美國伊利諾伊州德威特縣的一個行政鎮區。

## 地方資料
根據2010年美國人口普查的數據，通布里奇鎮區的面積為96.90平方千米，當中陸地面積為96.85平方千米，而水域面積為0.05平方千米。當地共有人口760人，而人口密度為每平方千米7.84人。